# District d'Apt
Le district d'Apt est une ancienne division territoriale française du département des Bouches-du-Rhône de 1790 à 1793. Il est alors rattaché au département de Vaucluse nouvellement créé.
Il était composé des cantons de Apt, la Bastide-des-Jourdans, Bonnieux, Cadenet, Cucuron, Gordes, Pertuis, Saint Saturnin et Viens.

## Démographie
| Communes                | En 1793 | %       | En 1800 | %       |
| ----------------------- | ------- | ------- | ------- | ------- |
| Apt                     | 5 594   | 24.81 % | 4 689   | 21.49 % |
| la Bastide-des-Jourdans | 811     | 3.47 %  | 850     | 3.75 %  |
| Bonnieux                | 2 540   | 10.88 % | 2 450   | 10.81 % |
| Cadenet                 | 1 983   | 8.49 %  | 2 051   | 9.05 %  |
| Cucuron                 | 2 078   | 8.90 %  | 2 015   | 8.89 %  |
| Gordes                  | 2 807   | 12.02 % | 2 812   | 12.40 % |
| Pertuis                 | 3 700   | 15.84 % | 4 000   | 17.64 % |
| Saint Saturnin          | 2 728   | 11.68 % | 2 700   | 11.91 % |
| Viens                   | 1 113   | 4.77 %  | 1 104   | 4.87 %  |
| Total                   | 23 354  | 100 %   | 22 671  | 100 %   |